# Paradise Cay (Califòrnia)
Paradise Cay, dita igualment County Service Area No. 29, és una població dels Estats Units situada a l'estat de Califòrnia.